# Trauma do absoluto
O trauma do absoluto se refere a um trauma transmitido ao longo das gerações da família.
Ele é caracterizado por certas representações ou ideias do sujeito sobre si mesmo na relação com seus pais: ser abandonado, desamparado, rejeitado,  derrotado,  fracassado, devedor, não-amado, para sempre, sem lugar no mundo. Pode incluir, ainda, ser um zero, ser um nada, ser impossível realizar seu desejo no mundo. Por outro lado, pode compreender ser fenomenal, ser o colosso, ser o melhor da história, ser o melhor do mundo numa função, estar a anos-luz de outra pessoa. Todas essas representações são investidas por uma sobrecarga de ódio e horror, que demarca o intenso sofrimento psíquico inerente a esse trauma. As representações do trauma do absoluto impedem que as representações coerentes com o desejo do sujeito favoreçam sua realização em sua vida adulta. São elas: ser amado, competente, inteligente, digno, bem-sucedido, com méritos próprios investidas por amor. Estas podem ser integradas ao conjunto das representações do sujeito, como fruto de uma análise bem-sucedida.
Esse proposta teórica constitui uma contribuição para a teoria da transmissão da vida psíquica na família, temática estudada por Kaës (1998), Eiguer (1997), Faimberg (1985), entre outros.